# Otaku no video
Otaku no video (おたくのビデオ?, Otaku no bideo, lett. "Il video degli otaku") è un OAV realizzato dallo studio d'animazione Gainax nel 1991. Il sottotitolo Graffiti of otaku generation esemplifica che l'opera è tesa a mostrare una finestra sul fenomeno otaku, che ha raggiunto una portata generazionale.
Otaku no video è diviso in due episodi rispettivamente intitolati Otaku no video 1982 (おたくのビデオ1982? lett. "Il video degli otaku 1982") e Zoku - Otaku no video 1985 (続・おたくのビデオ1985? lett. "Continuo - Il video degli otaku 1985"); gli anni si riferiscono al periodo in cui è ambientato l'episodio. Si tratta di un'opera mista composta da due mediometraggi in cui una storia narrata a cartoni animati è inframmezzata da spezzoni filmati dal vivo con interviste ad otaku (intitolate Ritratto d'otaku e corredate da grafici e dati) circa i vari aspetti di questo fenomeno sociale.

## Titolo
Il titolo Otaku no video è un gioco di parole: otaku (おたく?) vuol infatti dire "appassionato di manga e anime", ma per la sua origine etimologica può significare anche "tu" con tono formale. Il titolo può quindi essere interpretato sia come "Il video degli otaku" sia come "Il tuo video", riferendosi al fruitore dell'opera (presumibilmente un otaku, appunto).

## Trama

### Otaku no video 1982
Ken Kubo è un tranquillo studente universitario giapponese medio, fidanzato con la bella Yoshiko Ueno ed appassionato di tennis. Un giorno incontra un suo ex compagno delle superiori, Tanaka, che lo introduce nel suo gruppo di amici, tutti otaku dai più svariati interessi; ben presto Ken resterà profondamente affascinato dal vasto mondo dell'intrattenimento, del collezionismo e del cosplay (al punto di trascurare la sua ragazza), decidendo di diventare "Otaking", cioè il re degli otaku.

### Otaku no video 1985
Per realizzare il suo sogno, Ken apre una piccola azienda produttrice di "garage kit" (modellini montabili) chiamata GP (che sta per Grand Prix) ed assume come impiegata Misuzu Fujihara. La GP col tempo conquista molto successo fra i fan del modellismo, fino a consentire la costruzione di una grande fabbrica in Cina; mentre Ken è all'estero per supervisionare i lavori di costruzione, in Giappone il banchiere Kanda (nel frattempo sposatosi con Yoshiko) riesce con una truffa economica a portare tutti i soci dell'azienda dalla sua parte, compresi gli amici del circolo di Tanaka e Tanaka stesso, e detronizzando Ken dal ruolo di direttore amministrativo abbassandolo a semplice commesso di una filiale. Ken non si perde d'animo e, riallacciata l'amicizia con Tanaka, fonda una nuova azienda, la GX (che sta per Giant X), e con il supporto artistico di Misuzu riesce a creare un film d'animazione e poi un vasto impero mediatico che gli consentirà di aprire Otakuland (sorta di Disneyland degli otaku) e finalmente far avverare il suo grande sogno di diventare "Otaking".
Il finale che si svolge decenni dopo, mostra Ken e Tanaka, molto anziani,tornare a visitare ciò che rimane di Otakuland completamente in rovina e sommerso dalle acque, poi d'improvviso si ritrovano nella cabina di pilotaggio del grande robot che faceva da insegna al parco dei divertimenti assieme ai loro amici del club e completamente ringiovaniti, decollano verso lo spazio, anche se ovviamente l'ultima scena è la svolta onirica del sogno di Ken, in realtà sono andati a riposare in pace sui resti del loro grande impero.

## Personaggi e doppiaggio
Non esiste nessuna versione localizzata del doppiaggio fuori dal Giappone per Otaku no video perché, com'è successo per Punta al Top! GunBuster, gli studi Gainax hanno disperso i master originali su cui erano registrati distintamente voci, musica ed effetti sonori; l'unica pista audio oggi disponibile è quella in cui i tre elementi sono mixati insieme inscindibilmente. Per questo motivo, tutte le edizioni internazionali di Otaku no video sono sottotitolate e non doppiate. In Italia, Otaku no video è stato pubblicato il 24 ottobre 2003 in DVD da Dynamic Italia.
Di seguito sono indicati i personaggi ed i loro rispettivi doppiatori.
- Ken Kubo (久保 健?): Kōji Tsujitani
- Tanaka (田中?): Toshiharu Sakurai
- Hino (日野?): Shigeru Nakahara
- Misuzu Fujihara (福原 美鈴?): Yūko Kobayashi
- Yoshiko Ueno (上野 美子?): Kikuko Inoue
- Yuri Satō (佐藤 由梨?): Yuri Amano
- Miyoshi (三善?): Masami Kikuchi
- Iiyama (飯山?): Toshiyuki Morikawa
- Yamaguchi (山口?): Nobuo Tobita
- Kitajima (北島?): Wataru Takagi
- Yoshida (吉田?): Hideyuki Umezu
- Inoue (井上?): Jun'ichi Kanemaru
- Murata (村田?): Kiyoyuki Yanada
- Yōko Nakamaru (中丸陽子?): Rena Kurihara
- Ryū Kohaku (小白 龍?): Hideyuki Umezu
- Kanda (神田?): Akio Ōtsuka
- Narratore: Akio Ōtsuka

## Colonna sonora
La colonna sonora per Otaku no video è stata composta da Kōhei Tanaka, musicista che ha lavorato per molte produzioni dello stadio Gainax.
- 1991 - Otaku no video Original Soundtrack (おたくのビデオ オリジナル・サウンド・トラック?); EMI, TYCY-5180

### Sigle
- Sigla iniziale: Tatakae! Otaking (戦え！おたキング? lett. "Combatti! Otaking")

di Yoshimi Kanda/Kōhei Tanaka, eseguita da Kōji Tsujitani
- Sigla finale: Otaku no miyoi michi (おたくの迷い道? lett. "La dura strada dell'otaku")

di Yoshimi Kanda/Kōhei Tanaka, eseguita da Toshiharu Sakurai e Kikuko Inoue